# Worgule (osada w gminie Leśna Podlaska)
Worgule – osada w Polsce położona w województwie lubelskim, w powiecie bialskim, w gminie Leśna Podlaska. 
W latach 1975–1998 miejscowość należała administracyjnie do województwa bialskopodlaskiego.